# Elyas M'Barek
Elyas M'Barek (Monaco di Baviera, 29 maggio 1982) è un attore austriaco.

## Biografia
Elyas nasce a Monaco di Baviera da padre tunisino e da madre austriaca. Suo fratello minore, anch’egli attore, è Joseph M'Barek. Ha iniziato a recitare nel 2001 in Ragazze pom pom al top (Mädchen, Mädchen), film di produzione tedesca. L'apice del successo in Europa lo ottiene con la parte da protagonista nel telefilm Kebab for Breakfast dove interpreta il ruolo di Cem Öztürk, un giovane di origine turca. Sempre al fianco di Arnel Taci (che nel telefilm di Kebab for Breakfast interpreta il suo migliore amico), reciterà anche nella serie TV Abschnitt 40. Compare anche nel film L'onda, nel ruolo di Sinan, liceale di origini turche.

## Filmografia parziale

### Cinema
- Ragazze pom pom al top (Mädchen, Mädchen), regia di Dennis Gansel (2001)
- Epsteins Nacht, regia di Urs Egger (2001)
- Wholetrain, regia di Florian Gaag (2006)
- L'onda (Die Welle), regia di Dennis Gansel (2008)
- Men In the City (Männerherzen), regia di Simon Verhoeven (2009)
- Zeiten Ändern Dich, regia di Uli Edel (2010)
- Türkisch für Anfänger, regia di Bora Dağtekin (2012)
- Shadowhunters - Città di ossa (The Mortal Instruments: City of Bones), regia di Harald Zwart (2013)
- Medicus (Der Medicus), regia di Philipp Stölzl (2013)
- Fuck you, prof! (Fack ju Göhte), regia di Bora Dağtekin (2013)
- Who Am I – No System is Safe, regia di Baran bo Odar (2014)
- Männerhort, regia di Franziska Meyer Price (2014)
- Fuck you, prof! 2 (Fack ju Göhte 2), regia di Bora Dağtekin (2015)
- Benvenuto in Germania! (Willkommen bei den Hartmanns), regia di Simon Verhoeven (2016)
- Fuck you, prof! 3 (Fack ju Göhte 3), regia di Bora Dağtekin (2017)
- Conta su di me (Dieses bescheuerte Herz), regia di Marc Rothemund (2017)
- Il caso Collini (Der Fall Collini), regia di Marco Kreuzpaintner (2019)
- La vita che volevamo (Was wir wollten), regia di Ulrike Kofler (2020)
- La verità inventata (Tausend Zeilen), regia di Michael Herbig (2022)

### Televisione
- Samt und Seide - serie TV, (2002)
- Tatort - serie TV, (2002-2009)
- Verdammt verliebt - serie TV, (2002)
- Ich schenk dir einen Seitensprung - serie TV, (2002)
- Die Stimmen - serie TV, (2002)
- Squadra Speciale Cobra 11 (Alarm für Cobra 11 – Die Autobahnpolizei) - serie TV, (2003)
- Schulmädchen - serie TV, (2003)
- Deutschmänner - serie TV, (2005)
- Abschnitt 40 - serie TV, (2006)
- Kebab for Breakfast (Türkisch für Anfänger) - serie TV, (2006-2008)
- KDD – Kriminaldauerdienst - serie TV, (2007-2008)
- 14º Distretto (Großstadtrevier) - serie TV, (2008)
- Im Namen des Gesetzes - serie TV, (2008)
- Rosa Roth - serie TV, (2008)
- Doctor's Diary - Gli uomini sono la migliore medicina (Doctor's Diary - Männer sind die beste Medizin) - serie TV, 11 episodi (2009-2011)
- Danni Lowinski - serie TV, (2010)

## Doppiatori italiani
Nelle versioni in italiano dei suoi film, Elyas M'Barek è stato doppiato da:
- Nanni Baldini in Fuck you, prof!, Fuck you, prof! 2, Conta su di me
- Fabrizio Vidale in Doctor's Diary - Gli uomini sono la migliore medicina
- Edoardo Stoppacciaro in La vita che volevamo
- Stefano Crescentini in Kebab for Breakfast
- Riccardo Rossi in Benvenuto in Germania!
- Mattia Bressan in Il caso Collini
- Ruggero Andreozzi ne La verità inventata
- Andrea Mete in L'onda